# سد ساجاي
سد ساجاي  هو سد صخري يقع في محافظة ياماجاتا في اليابان. يستخدم السد للسيطرة على الفيضانات وإمدادات المياه وإنتاج الطاقة. تبلغ مساحة مستجمعات المياه في السد 231 كيلومترًا مربعًا. يحجز السد حوالي 340 هكتارًا من الأرض عندما يمتلئ ويمكنه تخزين 109000 متر مكعب من المياه. بدأ بناء السد في عام 1972 واكتمل في عام 1990. 